# Drasco
Drasco (fl. 795 – 810) fue el príncipe (knyaz) de la confederación abodrita desde 795 hasta su muerte en 810. Sucedió a su padre, Vitzlao II, quien había caído en una emboscada y resultó muerte por los sajones rebeldes. Drasco derrotó a los sajones en la batalla de Bornhöved en 798. Fue asesinado en Reric en 810. Drasco tuvo un hijo, Ceadrago, el príncipe abodrita desde 819 hasta 826.

## Antecedentes
Los abodritas eran una tribu eslava que vivió a orillas del mar Báltico en la zona que hoy en día son Mecklemburgo y Holstein. El padre de Drasco, Viztlao II (r. 747-795), asumió el poder en 747, poco después de la muerte de su padre Ariberto II (r. 724-747). Como aliados del rey franco Carlomagno, Vitzlao II marchó contra los sajones en Magdeburgo en 782 y devastó su ejército (véase Guerras sajonas). Los francos lanzaron una ofensiva y masacraron a 4.500 sajones cautivos en Verden. Esto provocó a la cercana tribu eslava de los veletos, que odiaban a los francos, a reunirse bajo el liderazgo de Dragovit, incluyendo a los eslavos linones y los danos. El contingente de abodritas, sorbios y frisios liderado por los francos cruzaron el Elba y Havel y derrotaron al ejército sobrepasado en número de Dragovit en 786, o por 789. Los veletos se vieron obligados a reconocer la soberanía franca, y rendir pleitesía, así como rendirse a un gran número de rehenes. Dragovit se vio obligado a pagar tributo a los francos y a aceptar el bautismo de su pueblo por misioneros cristianos.
Los nordalbingios (sajones) se rebelaron contra los francos de nuevo, y Vitzlao fue enviado a enfrentarse con ellos, sin embargo, fue atra`pado y muerto en una emboscada en Liuni, en 795.

## Biografía
Drasco sucedió a su padre, y siguió la guerra contra los sajones. Le siguió una revuelta engria en 796, pero la presencia personal de Carlomagno y la ayuda de sajones y eslavos cristianos leales (oncluyendo a los abodritas) inmediatamente lo aplastaron.
Carlomagno entonces continuó su pretensión de convertir a la antigua Sajonia al Cristianismo desde el paganismo. Las fuerzas franco-abodritas fueron lideradas por Drasco y el legatus Eburiso. Según la crónica de Eginardo, los nordalbingios perdieron 4.000 soldados y se vieron obligados a retirarse. La batalla finalmente acabó con la resistencia nordalbingia a la cristianización. Carlomagno ordenó más masacres, y deportaciones; sus zonas en Holstein se vieron despobladas y entregadas a los abodritas.
Los sorbios entonces terminaron su vasallaje a los francos y se rebelaron, invadiendo Austrasia.  Carlos el Joven lanzó una campaña contra los eslavos en Bohemia en 805, y después de matar al duque Lecho de los bohemios, Carlos mismo cruzó el Saale con su ejército y mató a los príncipes sorbios Miliduch y Nussito, cerca de lo que hoy en día es Weißenfels, en 806. La región fue devastada, tras lo cual otros jefes eslavos se sometieron y entregaron rehenes.
En 808, el rey danés Godofredo, después de construir el Danevirke (para defenderse de un posible ataque franco), cruzó a la zona abodrita en Reric (moderno Wismar) y los obligó a reconocerlo como su soberano. El puerto era part de una estratégica ruta comercial, y Godofredo destruyó la ciudad y obligó a los comerciantes a reasentarse en Hedeby (en Danevirke). En 810, Drasco fue asesinado en Reric por un vasallo de Godofredo.

## Repercusión
Los súbditos francos en las fronteras estuvieron tranquilos durante una década, luego los sorbios se rebelaron en 816, y rápidamente los abodritas los siguieron, liderados por Eslavomir, el sucesor de Drasco. Eslavomir, sin embargo, fue abandonado por su pueblo, y para el año 818, Ceadrago, el hijo de Drasco, heredó el liderazgo de los abodritas.